# Ayapua
L' Ayapua (localement et officiellement Museo Barco Historico Ayapua) est un ancien bateau à vapeur péruvien situé à Iquitos, (Loreto), sur les rives de la rivière Itaya.

## Historique
Ce navire fluvial a été construit par R. Holtsen à Hambourg, en Allemagne en 1906. Il a fonctionné pendant le boom du caoutchouc. Il transportait les balles de caoutchouc des régions très éloignées de l' Amazonie péruvienne vers Iquitos et Manaus sur le fleuve Amazone et ses affluents.

### Préservation

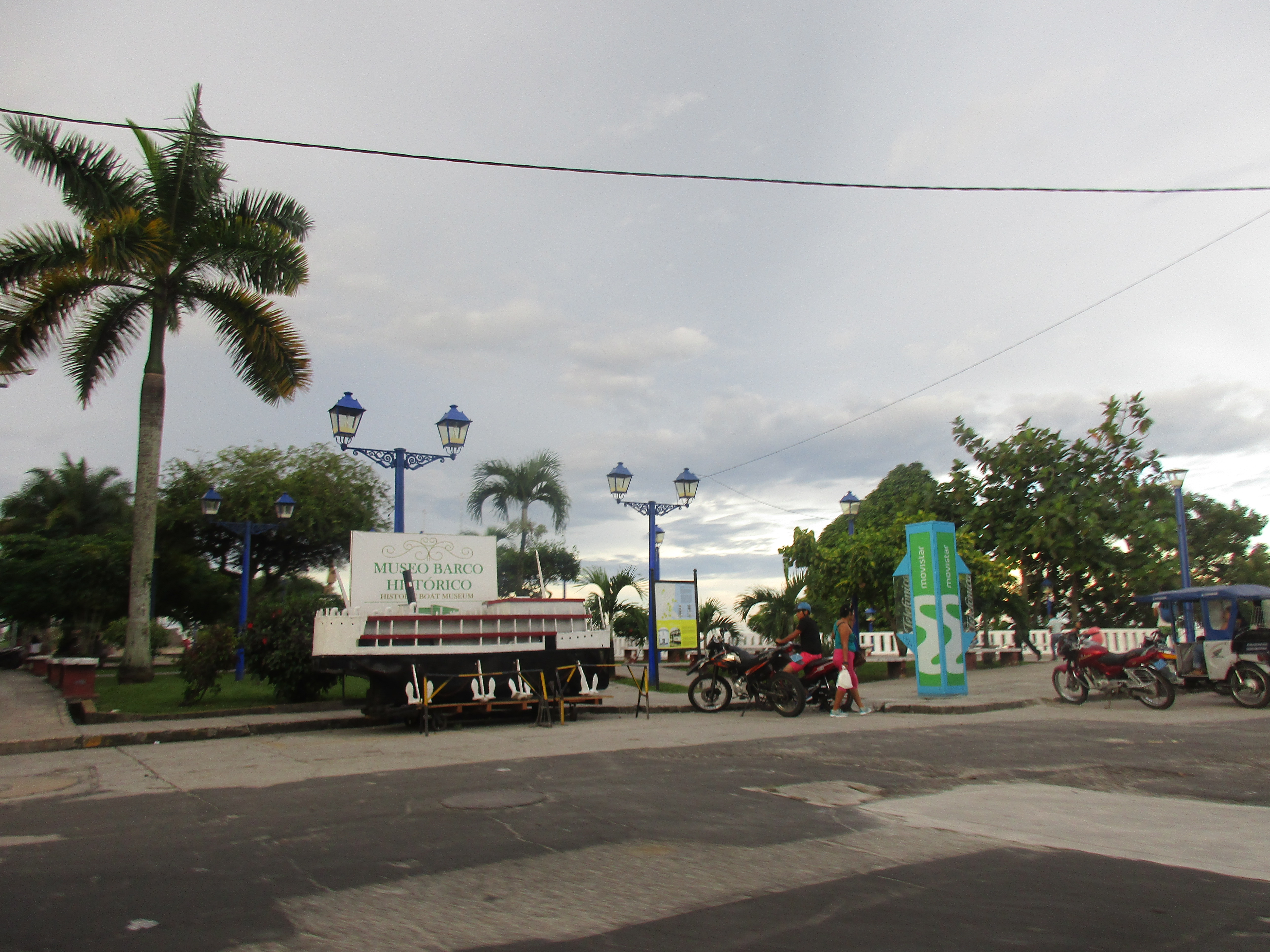
Plaza Castilla à Iquitos

L'Ayapua a été restauré à l'identique de son ancienne splendeur d'origine et il est devenu un navire musée situé sur les rives de la Plaza Ramón Castilla y Marquesado à Iquitos. Il permet aux visiteurs de découvrir l'histoire de ces bateaux et hommes qui ont navigué pour cette industrie florissante de l'extraction du caoutchouc.
Il dispose d'une salle de réception pour les expositions et de 10 salles de style victorien avec chacune des antiquités. Il expose l'histoire de l'Amazonie péruvienne .